# Jagdbanngebiet

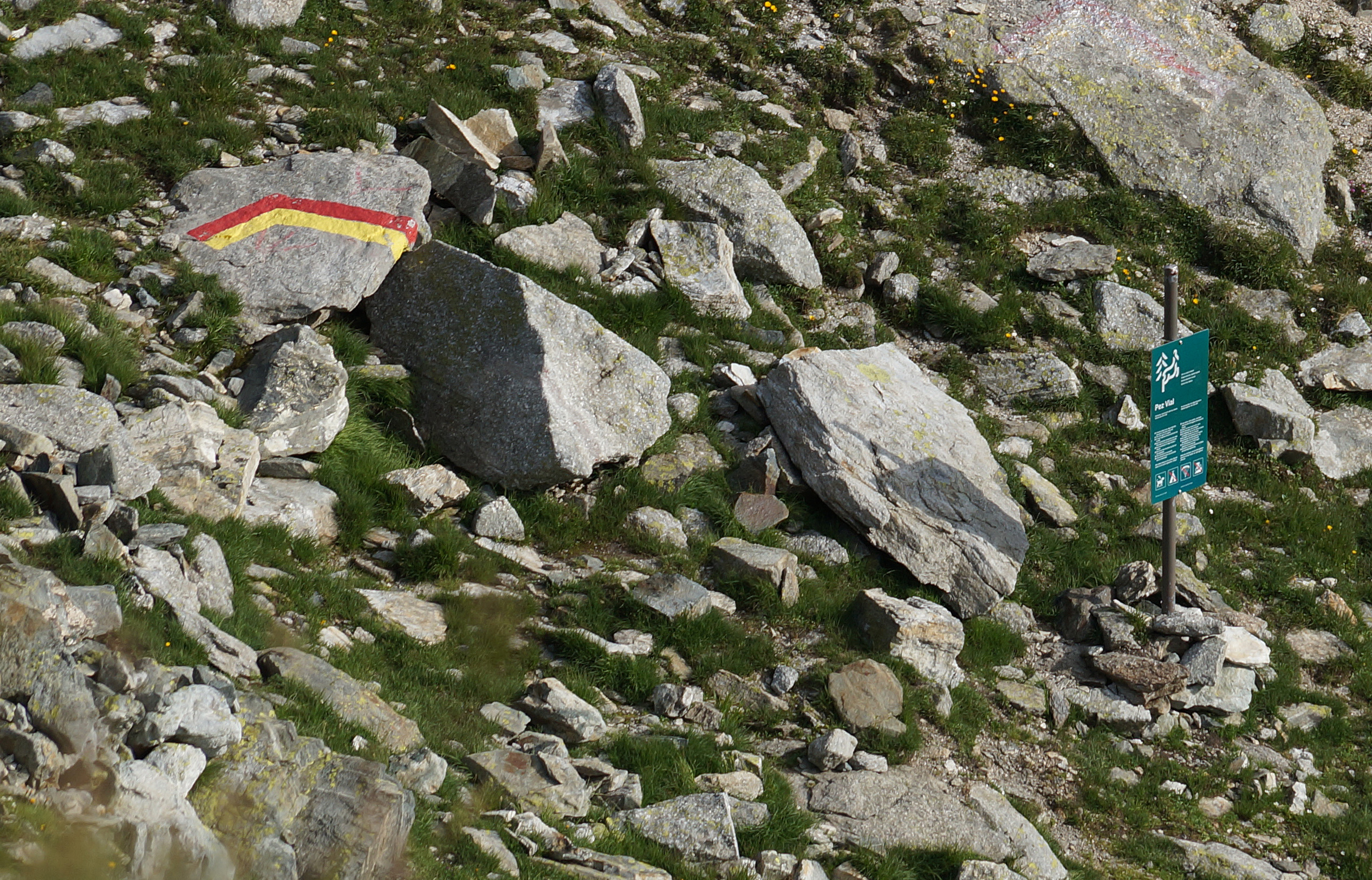
Grenzmarkierung und Informationstafel des Eidgenössischen Jagdbanngebiets Pez Vial/Greina, Graubünden

Jagdbanngebiete sind im Schweizer Jagdrecht besonders ausgewiesene, geschützte Lebensräume, die dem Schutz und der Erhaltung von seltenen und – oft durch die Jagd – bedrohten, wildlebenden Säugetieren und Vögeln dienen. In den Jagdbanngebieten ist die Jagd verboten (gebannt). Es bestehen 42 Jagdbanngebiete mit einer Gesamtfläche von fast 150.900 Hektar.

## Geschichte
Im ersten, noch heute bestehenden Jagdbanngebiet Freiberg Kärpf im Kanton Glarus wurde erstmals 1548 ein Jagdverbot erlassen und nach kurzem Unterbruch 1569 erneut in Kraft gesetzt.
Im ersten Bundesgesetz über die Jagd und den Vogelschutz von 1875 wurden die Gebirgskantone zur Ausweisung von 19 Bannbezirken angemessener Ausdehnung angewiesen.

## Heutige Situation
Der schweizerische Bundesrat weist Jagdbanngebiete im Einvernehmen mit den Kantonen aus. Die Bestände jagdbarer Arten sollen den örtlichen Verhältnissen angepasst sein. Zum Schutz der Lebensräume kann ein Abschuss zugelassen werden, der von Wildhütern, bzw. Berufsjägern durchgeführt wird. Die Kosten dafür sowie für Wildschäden tragen Bund und Kanton. In den Jagdbanngebieten ist das Campieren und Biwakieren nicht erlaubt.

## Unterschied zum Wildbann
Die Schweizer Jagdbanngebiete sind nicht zu verwechseln mit dem historischen Wildbann in anderen Ländern, der ein feudales Herrschaftsrecht war. Ein solches war in der Schweiz nicht vorhanden und die Schweizer durften und dürfen die Jagd (im Rahmen der Naturschutz- und Jagdgesetze) frei ausüben. Um diese Jagd – die unter anderem fast zu einem Ausrotten der Alpensteinböcke führte – zu einem Teil einzuschränken, entstanden dann die Jagdbanngebiete, die von der Bundesbehörde verwaltet und überwacht werden. Hier darf nur mit besonderer Erlaubnis in Ausnahmefällen (Überpopulation, Verbiss, Krankheiten, Gefahrabwehr etc.) gejagt werden.